# Pandanus mollifoliaceus
Pandanus mollifoliaceus är en enhjärtbladig växtart som beskrevs av Harold St.John. Pandanus mollifoliaceus ingår i släktet Pandanus och familjen Pandanaceae. Inga underarter finns listade.